# Eagle Flight
Eagle Flight est un jeu vidéo de course en réalité virtuelle développé par Ubisoft Montréal et édité par Ubisoft, sorti en 2016 sur Windows (compatible avec l'Oculus Rift et le HTC Vive) et PlayStation 4 (sur PlayStation VR).

## Système de jeu
Le joueur participe à des courses d'oiseaux en vue subjective au-dessus de la ville de Paris, recouverte par la végétation.

## Accueil
- Canard PC : 6/10[1]
- Jeuxvideo.com : 14/20[2]
- IGN : 7,6/10[3]